# Едуардо Дато
Едуáрдо Дáто-і-Ірадіéр (ісп. Eduardo Dato e Iradier; 12 серпня 1856, Ла-Корунья — 8 березня 1921, Мадрид) — державний і політичний діяч Іспанії, юрист. Тричі призначався прем'єр-міністром (1913—1915, з червня по листопад 1917 року, і в 1920—1921). З 22 березня до 9 листопада 1918 року — міністр закордонних справ. У різний час також обіймав посади міністра закордонних справ, юстиції (двічі), флоту, внутрішніх справ, а також був президентом кортесів.
8 березня 1921 року був убитий в Мадриді.